# Opération Résilience
Pour les articles homonymes, voir Résilience.
Pendant la pandémie de Covid-19 en France
L'opération Résilience est une opération militaire menée par l'Armée française sur son territoire national à partir du 25 mars 2020, dans le contexte de la pandémie de Covid-19 en France.

## Contexte
À partir de janvier 2020, la France est frappée par la pandémie de Covid-19, une maladie causée par le coronavirus SARS-CoV-2. Mi-mars, la situation s'aggrave rapidement avec l'augmentation exponentielle du nombre de personnes en détresse respiratoire, et les services de réanimation commencent à être saturés, notamment dans le Grand Est.
Dans ce contexte, les Forces armées sont mises à contribution, d'abord « en ordre dispersé » : le Service de santé des armées déploie un élément militaire de réanimation (EMR) à Mulhouse, ; le dispositif d'évacuation médicale aéroportée « Morphée » est mis en place entre Mulhouse et Toulon pour désengorger les services de réanimation ; le porte-hélicoptères amphibie Tonnerre évacue des malades de la Corse vers Marseille.
Voulant augmenter les moyens militaires engagés et assurer une meilleure coordination interarmées, le président de la République, Emmanuel Macron, annonce le 25 mars la création de l'opération Résilience,.

## Objectifs
L'opération est « consacrée à l'aide et au soutien aux populations ainsi qu'à l'appui aux services publics pour faire face à l'épidémie de Covid-19 en Métropole et en Outre-mer, en particulier dans les domaines sanitaire, logistique et de la protection ».
En pratique, les moyens militaires sont mis à disposition des préfets pour remplir des missions « adaptées aux contextes locaux », comme le transport et la sécurisation de stocks de matériel médical, ou l'appui à des unités de sapeurs-pompiers. Les ressources de l'Armée française sont mobilisées sur le territoire national selon la règle dite « des quatre i » : lorsque les moyens des autorités civiles sont jugés « indisponibles, inadaptés, inexistants ou insuffisants ».
La ministre des Armées, Florence Parly, précise que les militaires ne participent pas au maintien de l'ordre.

## Moyens

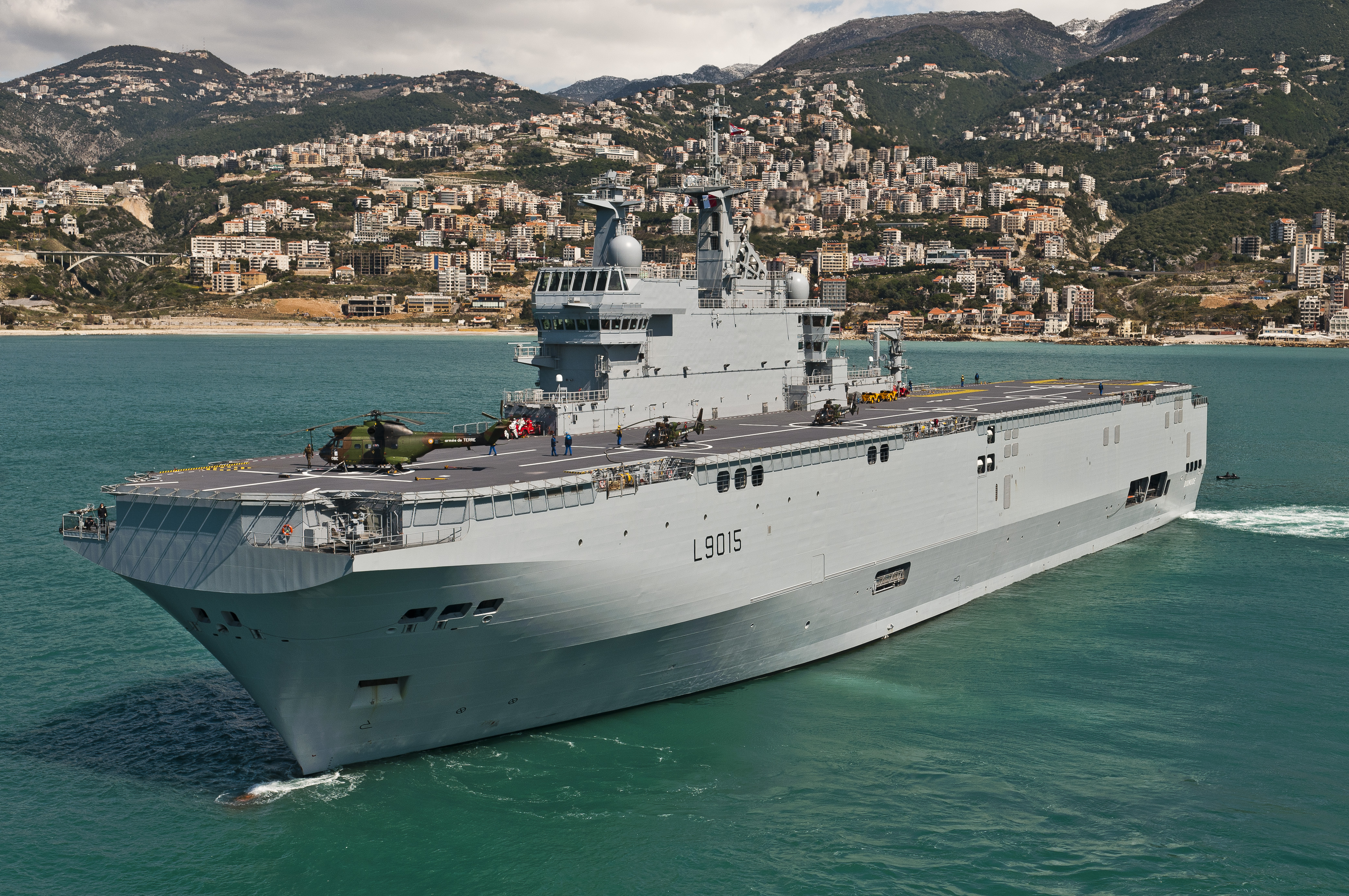
Les porte-hélicoptères de classe Mistral (ici le Dixmude), possédant des capacités hospitalières embarquées, sont mobilisés dans l'opération Résilience.

L'annonce des premiers moyens mobilisés dans le cadre de l'opération Résilience concerne le porte-hélicoptères amphibie (PHA) Mistral, immédiatement envoyé dans le sud de l'océan Indien, et le PHA Dixmude, déployé à partir de début avril dans la zone Antilles-Guyane. Chacun de ces bâtiments dispose d'un hôpital embarqué de 750 m2 avec 69 lits médicalisés, deux blocs opératoires et une salle de radiologie,. Le Dixmude quitte sa base de Toulon le 3 avril, en embarquant notamment deux Puma du 3e Régiment d’hélicoptères de combat de l'ALAT, un Écureuil de la Gendarmerie nationale et un EC-145 de la Sécurité civile, un camion de pompier, et 120 tonnes de fret, dont 4,5 tonnes de matériel médical et 58 tonnes de produits alimentaires. Néanmoins le navire n'est pas utilisé comme navire-hôpital bien qu'il ait été conçu pour pouvoir assurer un tel rôle.
Par ailleurs, dès le 25 mars, des moyens logistiques terrestres sont mobilisés pour acheminer des masques dans l'ensemble des départements de la région Auvergne-Rhône-Alpes, et le régiment du service militaire adapté de La Réunion met en place une structure d'accueil et d'orientation devant le CHU de l'île. Des sous-officiers du 2e RIMa sont également dépêchés pour soutenir la logistique et l'approvisionnement du centre hospitalier du Mans.
Le 26 mars, trois patients atteints de la Covid-19 sont transférés par A330 militaire de Mulhouse vers l'hôpital d'instruction des armées Robert-Picqué, en Gironde, grâce au dispositif d'évacuation médicale aéroportée « Morphée ».
Le 27 mars, Jean-Pierre Farandou, président de la SNCF, entreprise publique partenaire de la Défense nationale, demande à l'ensemble des agents qui le souhaitent et qui ont un statut de réserviste opérationnel de se mettre au service de leur entité militaire d’attache.
Les 28, 30 mars et 1er avril, des hélicoptères Caïman du 1er régiment d’hélicoptères de combat de l'ALAT, basés à Phalsbourg évacuent des malades de la Covid-19 depuis Metz ou Strasbourg vers des hôpitaux situés en Allemagne (Essen, Neustadt et Offenbach), en Suisse (Saint-Gall et Berne) ou en Autriche (Salzbourg). Chaque vol peut transporter deux patients.
Le 29 mars, la Luftwaffe met à disposition du Commandement européen du transport aérien (EATC) un A400M pour permettre l'évacuation de deux malades de Strasbourg vers l’hôpital militaire d’Ulm (de).
Le 31 mars, une cinquième évacuation sanitaire est effectuée par un A330 MRTT Phénix de l’escadron de ravitaillement en vol et de transport stratégique 1/31 « Bretagne », entre l'aéroport de Bâle-Mulhouse et Hambourg. Le même jour, l'A330 de l'escadron de transport 60, normalement employé pour les déplacements du président de la République ou du Premier ministre, s'envole à destination de Mayotte pour y acheminer 3 tonnes de matériel médical.
Le 1er avril, l'Armée de l'air emploie des EC725 Caracal de l’escadron d'hélicoptères 1/67 « Pyrénées » pour transporter quatre patients vers Angers et Caen depuis l’aéroport d’Orly,. Des KC-130J Hercules et des C-160 Transall sont également utilisés pour ramener vers leur ville d'origine des soignants ayant accompagné les évacuations sanitaires par TGV.
Début avril, Dassault Aviation met à disposition de l'Armée française un Falcon 8X et un Falcon 900 pour transporter du personnel soignant.

## Commandement
L'opération est placée sous le commandement du chef d'État-Major des armées, le général François Lecointre, et est pilotée par le Centre de planification et de conduite des opérations (CPCO) du ministère des Armées, au même titre que les interventions militaires à l'étranger.

### Vidéographie
- (fr) [vidéo] Opération Résilience, par l'État-major des armées